# Roccamorice
Roccamorice es una localidad de 1.021 habitantes en la provincia de Pescara: forma parte de la Comunità Montana della Maiella e del Morrone.

## Evolución demográfica
| Gráfica de evolución demográfica de Roccamorice entre 1861 y 2001 |
|                                                                   |
| Fuente ISTAT - elaboración gráfica de Wikipedia                   |

- Datos: Q51385
- Multimedia: Roccamorice / Q51385

1. ↑  Worldpostalcodes.org, código postal n.º 65020.
2. ↑  «Codici Catastali». Comuni-italiani.it (en italiano). Consultado el 29 de abril de 2017.